# Fabrizio Borrini
Fabrizio Borrini (né le 14 avril 1960 à Liège) est un artiste peintre, un performer, un plasticien et un auteur de bande dessinée italien.

## Biographie

### Jeunesse et débuts
Fabrizio Borrini naît le 14 avril 1960 à Liège, en Wallonie. Il fait des études artistiques à l'Académie royale des beaux-arts de Liège. Puis, il effectue ses premiers pas dans le monde de la bande dessinée dès le début des années 1980 avec l’album jeunesse Ticky. C’est grâce à la série de science-fiction décalée des Aventures de Suplex et Caltex qu’il se voit propulsé dans la publicité et du multimédia. Il réalise alors des génériques pour la télévision, des décors pour le théâtre, des clips vidéos et des publicités.
Ce n'est qu'au milieu des années 1990 qu'il fait son retour à la bande dessinée et rejoint la famille du Journal Spirou à la demande du rédacteur en chef de l’époque Thierry Tinlot. Il commence par animer la rubrique satirique Test à claques avec le scénariste Jean-Louis Janssens. Ensuite, les enquêtes délirantes de L'Inspecteur Zbu avec Éric Omond. Il retrouve Janssens avec la série Karma, parue aux éditions Dupuis entre 2006 et 2008. En 2009, il rend hommage à Alain Bashung. En 2014, il rejoint l'équipe éditoriale des éditions Kennes. Chez cet éditeur, il illustre deux romans de la série pour enfants Nini Zombie écrits par Lisette Morival : Celle qui n'existait plus et Les Figurines d'éternité en 2016.
Il s'implique dans un groupe de percussions Gomma ainsi qu’en 2009 dans le projet Boy’s Band dessinées comme chanteur qui réunit  entre autres Midam, Janry, Delporte ou Batem.

### Peinture
Début 1990, Fabrizio Borrini s'ouvre à la peinture. Ses toiles et encres  s’exposent en Belgique (Liège, Bruxelles, Gand et Anvers) ou en Europe (France, Portugal, Roumanie, Suisse).

### Act painting
Fabrizio Borrini réalise également de nombreuses performances act painting, et multimédia lors d’événements privés ou à l’occasion des expositions universelles pour le pavillon belge. En 2012, la Ville de Liège commande une fresque à Borrini pour dynamiser la colonne des Croisiers, qui soutient la passerelle des Chiroux, la bibliothèque communale. En 2018, toujours à Liège, il décore volontairement les échafaudages de la cathédrale Saint-Paul de Liège,.

### Collaborations
Vranken-Pommery Monopole, le producteur de Champagne confie à Borrini l’habillage des bouteilles de la collection Pop-Art diffusées mondialement. Le restaurant du domaine est entièrement illustré par l’artiste. On retrouve ses créations autant sur les murs que les accessoires. Le Porto Rozès quant à lui voit ses étiquettes illustrées par 35 tableaux commandés à Borrini. Pour l’édition 2014 dans le cadre du Montreux Jazz Festival, Fabrizio Borrini décore un saxophone de 3 mètres de haut. Ce témoin de l’amitié belgo-suisse, offert par WBI (Wallonie-Bruxelles International), est toujours visible sur la promenade du quai.
Durant plusieurs années, la Foire du livre de Bruxelles confie à Fabrizio Borrini, la responsabilité du pôle bande dessinée de ce festival. Dans le cadre de cette mission, il crée et coordonne l’imaginarium puis le Palais des Imaginaires.

### Borrini Factory
En 2023, Fabrizio Borrini installe son atelier dans une  demeure classée au patrimoine liégeois.

## Œuvres

### Albums de bande dessinée
- Ticky, Dupuis coll. « Mini-récit », Marcinelle, décembre 1981
Scénario et dessin : Fabrizio Borrini - Couleurs : noir et blanc,Supplément au Spirou no 2277 du 3 décembre 1981.

#### Les Aventures de Suplex et Caltex
- 1 Terreur à Hollywood, Magic Strip coll. « Atomium 58 », Bruxelles, janvier 1986
Scénario et dessin : Fabrizio Borrini - Couleurs : bichromie -  (ISBN 2803501031)
- 2 L'Homme statue, Magic Strip coll. « Atomium 58 », Bruxelles, janvier 1986
Scénario et dessin : Fabrizio Borrini - Couleurs : noir et blanc -  (ISBN 2803501260)

#### Les Aventures de Lucky Color
- Le Client est roi, Incognito Brussels, Bruxelles, janvier 1993
Scénario : Stéphan Colman - Dessin et couleurs : Fabrizio Borrini,Album publicitaire.

#### Karma
- 1 Outrelieu[5], Dupuis coll. « Jeunesse », Marcinelle, mars 2006
Scénario : Jean-Louis Janssens - Dessin : Fabrizio Borrini - Couleurs : Johan Pilet -  (ISBN 2800137738)
- 2 Les Rivières du temps[21], Dupuis coll. « Jeunesse », Marcinelle, janvier 2007
Scénario : Jean-Louis Janssens - Dessin : Fabrizio Borrini - Couleurs : Johan Pilet -  (ISBN 9782800139104)
- 3 La Fleur du bouffange, Dupuis coll. « Jeunesse », Marcinelle, avril 2008
Scénario : Jean-Louis Janssens - Dessin : Fabrizio Borrini - Couleurs : Johan Pilet -  (ISBN 9782800140285)

### Collectifs
- 1001 Visions du sexe, Graph Zeppelin, 28 novembre 2014
Scénario : Patrice Bauduinet - Dessin : collectif dont Fabrizio Borrini - Couleurs : n&b -  (ISBN 979-10-94169-01-8)

### Publications en revues et journaux
- Test à claques[3] Spirou, Scénario: Jean-Louis Janssens, Illustration : Fabrizio Borrini, 1995, Dupuis
- Inspecteur Zbu[4] Spirou, Scénario : Éric Omond, Illustration : Fabrizio Borrini, de 1999 à 2002, Dupuis

### Illustrations
Nini Zombie
- Celle qui n'existait plus[8], Lisette Morival, Kennes, Gerpinnes, 4 mai 2016  (ISBN 9782875802750).
- Les Figurines d'éternité, Lisette Morival, Kennes, Gerpinnes, 30 novembre 2016  (ISBN 9782875803375).

### Expositions
- Fabrizio Borrini : atelier à Saint-Nicolas[11], du 9 au 10 mai 2009 ;
- Fabrizio Borrini : Galerie du Château Mottin à Hannut[22], du 8 au 30 novembre 2019 ;
- Fabrizio Borrini : Kalerie[23], Marche-en-Famenne, du 3 au 26 février 2023.

### Livre
: document utilisé comme source pour la rédaction de cet article.
- Philippe Mellot, Michel Denni, Laurent Turpin et Isabelle Morzadec, Trésors de la bande dessinée : BDM 2023-2024 - Catalogue encyclopédique & Argus, Paris, Les Arènes, novembre 2022, 1677 p., ill. ; 23 cm (ISBN 9791037507280, OCLC 1351462460, présentation en ligne), p. 704.

### Articles
- Fabrizio Borrini et Jean-Louis Janssens (interviewés par Nicolas Anspach et Charles-Louis Detournay), « Borrini & Janssens : « Il faut apprivoiser ses peurs, pour s’en faire des amies » », ActuaBD,‎ 1er mars 2007 (lire en ligne, consulté le 21 avril 2023) ;
- Régine Kerzmann, « La cinquantaine en délire », L'Avenir,‎ 26 mai 2014 (lire en ligne , consulté le 21 avril 2023) ;
- Fabrizio Borrini et Gregory Laurent (interviewés par Christian Missia Dio), « Gregory Laurent (Foire du Livre de Bruxelles) : "Rendre la Foire du Livre gratuite nous a permis de renouer le dialogue avec les éditeurs" », ActuaBD,‎ 19 février 2016 (lire en ligne, consulté le 21 avril 2023) ;
- Fabrizio Borrini (interviewé par Christian Missia Dio), « Fabrizio Borrini : "L’Usine à Bulles est un festival pensé par des auteurs de BD pour la ville de Liège" », ActuaBD,‎ 24 novembre 2017 (lire en ligne, consulté le 21 avril 2023). ;
- Fabrizio Borrini (interviewé par Christian Missia Dio), « Fabrizio Borrini : " Le Palais des Imaginaires se définit comme un espace sensoriel immersif " », ActuaBD,‎ 6 mars 2020 (lire en ligne, consulté le 21 avril 2023).
- Fabrizio Borrini (interviewé par Sarah Moran Garcia), « Le coronavirus ou la difficile crise du secteur culturel: “Les politiques vont devoir nous rendre des comptes !” », 7sur7,‎ 10 avril 2020 (lire en ligne, consulté le 21 avril 2023)